# Weiwei Jin
Weiwei Jin, född 18 december 1982 i Shanghai, Kina, är en kinesisk-svensk tonsättare, ljud/multimediaartist, producent och pianist.
Hon är sedan 2010 medlem i Föreningen svenska tonsättare.

## Verk
- Four Chicken Plays för piano (1998)
- Paints för oboe, viola och piano (1999)
- The Girl and the River, kinesiska folksånger med piano (1999)
- Pianosonat (1999)
- EFBG för klarinett och piano (2000)
- EFBG No.2 för piano (2001)
- Huai Chu, kammarensemble med kinesiska instrument (2003)
- Genomskinlighet för blandad kör (2005)
- June 4 för baryton och blåsensemble (2005)
- Breathing of the Sunset, musik för animation (2005)
- Ej upp, audio-visuellt (2006)
- Ladainha, skådespelsmusik (2006)
- Pinked Vit för kammarorkester (2006)
- Still Water: Crying Soul – the Loneliness in Between för 15 stråkar och en dirigent (2006)
- Fackmöte för prostituerade, skådespelsmusik (2007)
- 20 Fingers för gitarr och live-elektronik (2007)
- A trip, I Think about Hz, elektroakustisk musik (2007)
- Gentle-men för solo dancer, 2 harpor, altsaxofon, elgitarr och live-elektronik (2008)
- Evaporates för stråkkvartett och live-elektronik (2008)
- Terratrèmol för slagverk och elektroniskt ljud (2008)
- Kaleidoscope, en multimedia-installation (2009)
- La solidificacion de la memoria, elektroakustisk musik (2009)
- Dissipation of Send Flow för slagverk och gitarr (2010)
- NO, Please Don't Loop Me för slagverk och pipa (kinesisk luta) (2010)
- Where I Die, filmmusik (2011)
- ”Den starkare, filmmusik (2011)
- Elsa och tandfen, musik för barnfilm (2011)
- Melodi, musik för barnfilm (2011)
- TU CUERPO / El MIO, musik för dans (2011)
- Permissionen (8 hour leave), musik till dokumentärfilm (2012)
- Pinocchio utan näsa, musik till dokumentärfilm (2012)
- Jungfrufärd, filmmusik (2012)
- The Road Not Taken, för 16 röster och multimedia (2012)
- Poor Man’s Synthesiser (2013)
- 傩-‐Nuó (Part I)  för piano och live-electronics (2013)
- Video Plastique (2014)
- The Space Between Us, för röst, piano, live-elektronik och en person i publiken (2014)
- Sterna Paradisaea, Returning…, kammaropera (2014)
- The Village Opera, webb-opera (2015)
- Boy, Girl, Shoe and Ambulance filmmusik (2015)
- Hej, Bass-soon för fagott och live-elektronik (2015)
- Manṭiq – uṭ – Ṭayr (”Fåglarnas konferens”) för sopran och elektronik (2015)
- The Self, multimedia-opera (2015)